# Hadena marea
Hadena marea är en fjärilsart som beskrevs av William Schaus 1894. Hadena marea ingår i släktet Hadena och familjen nattflyn. Inga underarter finns listade i Catalogue of Life.